# Заслуженный деятель науки Республики Армения
Заслуженный деятель науки Республики Армения (арм. Հայաստանի Հանրապետության գիտության վաստակավոր գործիչ) — почётное звание Армении. Присваивается Президентом Республики Армения учёным, научным работникам за ценные научные работы, особо важные научные изобретения и открытия, а также за большие заслуги в развитии сфер образования и науки.

## История
Звание было образовано в период Армянской ССР, тогда оно называлось — или Заслуженный деятель науки Армянской ССР или Заслуженный деятель науки и техники Армянской ССР.

### Известные деятели
- 1961 — Мкртчян, Сергей Седракович
- 1963 — Паффенгольц, Константин Николаевич

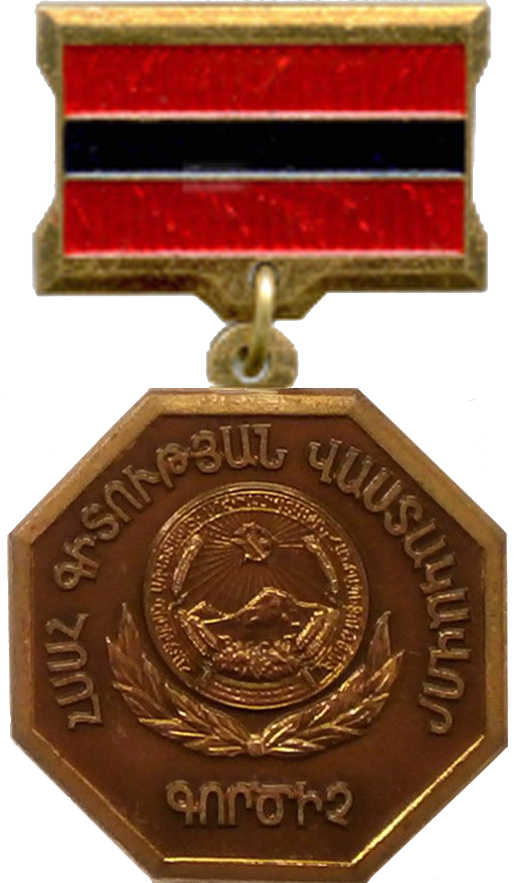
награда во времена Армянской ССР

- 1970 — Адонц, Грант Тигранович